# 2018 год в литературе

## События
- В России учреждена общероссийская литературная премия «Дальний Восток» им. В. К. Арсеньева. Популярные российские писатели — Сергей Лукьяненко, Андрей Рубанов, Сергей Шаргунов, Василий Авченко поддержали эту идею[1].
- Премия «Русский Букер» берёт на год паузу[2][3].
- Издательством Астрель-СПб выпущена книга Дэвида Фостера Уоллеса «Бесконечная шутка» (англ. Infinite Jest).
- К 200-летию Ивана Сергеевича Тургенева был открыт Музей И. С. Тургенева[4].
- При поддержке создателей сообщества «Страдающее Средневековье» в издательстве АСТ вышла книга «Страдающее Средневековье. Парадоксы христианской иконографии»[5].
- Перестал обновляться уникальный онлайновый проект «Журнальный зал» «Русского журнала»[6].
- Нобелевский комитет объявил о том, что не будет вручать Нобелевскую премию по литературе. В 2019 будет объявлено два лауреата[7].
- На набережной Геленджика установили бюст писателя, прозаика и поэта Александра Грина[8][9].
- Российская литературная премия «Поэт» сообщила о своём завершении. Принято решение о создании премии «Поэзия»[10][11].
- После смерти Андрея Битова перестала существовать Новая Пушкинская премия.
- На ХХХI Московской международной выставке-ярмарке французский писатель Бернар Вербер представил свою книгу «С того света» (фр. Depuis l'au-delà)[12].

### Мероприятия
- 5 февраля — День Рунеберга (вручение ежегодной литературной премии).
- 15—18 марта — Лейпцигская книжная ярмарка[13].
- 16—19 марта — Парижский книжный салон[фр.] (специальным гостем выставки была Россия, однако президент Франции Эмманюэль Макрон демонстративно бойкотировал российские стенды из-за инцидента с отравлением Скрипаля)[14].
- 9 апреля — День финского языка.
- 23 апреля — Всемирный день книг и авторского права.
- 24—28 мая — Евразийский литературный фестиваль фестивалей «ЛиФФт» (Сочи, Краснодарский край)[15][16].
- 31 мая—3 июня — Книжный фестиваль «Красная площадь»[17].
- 5—9 сентября — на ВДНХ прошла ХХХI  Московская международная книжная выставка-ярмарка[18].
- 5—7 октября — Международная книжная ярмарка в Турку.
- 10—14 октября — Франкфуртская книжная ярмарка.
- 25—28 октября — Хельсинкская книжная ярмарка[19].
- 1—5 ноября — в Красноярске прошла XII Красноярская ярмарка книжной культуры (КРЯКК)[20].
- 28 ноября—2 декабря — в Центральном Доме художника прошла 20 Международная ярмарка интеллектуальной литературы non/fictio№[21][22][23].

### Юбилеи
- 6 января — 120-летие со дня рождения украинского советского писателя Владимира Николаевича Сосюры (1898—1965).
- 8 января — 80-летие со дня рождения украинского поэта Василия Семёновича Стуса (1938—1985).
- 12 января — 390-летие со дня рождения французского писателя Шарля Перро (1628—1703).
- 22 января — 230-летие со дня рождения английского поэта-романтика Джорджа Гордона Байрона (1788—1824).
- 23 января — 235-летие со дня рождения французского прозаика Стендаля (1783—1842).
- 25 января — 80-летие со дня рождения русского поэта Владимира Высоцкого (1938—1980).
- 8 февраля — 190-летие со дня рождения французского прозаика Жюля Верна (1828—1905).
- 10 февраля — 120-летие со дня рождения немецкого драматурга Бертольта Брехта (1898—1956).
- 13 марта — 100-летие со дня рождения российского философа и писателя Григория Померанца (1918—2013).
- 28 марта — 150-летие со дня рождения русского писателя Максима Горького (1868—1936).
- 4 апреля — 200-летие со дня рождения английского писателя Томаса Майна Рида (1818—1883).
- 23 апреля — 100-летие со дня рождения французского писателя Мориса Дрюона (1918—2009).
- 22 июня — 120-летие со дня рождения немецкого писателя Эриха Марии Ремарка (1898—1970).
- 25 июня — 115-летие со дня рождения английского писателя Джорджа Оруэлла (1903—1950).
- 3 июля — 135-летие со дня рождения австрийского писателя Франца Кафки (1883—1924).
- 14 июля — 275-летие со дня рождения русского поэта Гавриила Державина (1743—1816).
- 27 июля — 165-летие со дня рождения писателя Владимира Короленко (1853—1921).
- 30 июля — 200-летие со дня рождения английской писательницы и поэтессы Эмили Бронте (1818—1848).
- 9 сентября — 190-летие со дня рождения русского писателя Льва Толстого (1828—1910).
- 9 ноября:
  - 200-летие со дня рождения русского писателя Ивана Тургенева (1818—1883)[24].
  - 100-летие со дня кончины французского поэта Гийома Аполлинера (1880—1918).
- 29 ноября — 240-летие со дня рождения писателя Григория Квитки-Основьяненко (1778—1843).
- 11 декабря — 100-летие со дня рождения русского писателя Александра Солженицына (1918—2008)[25].

## Премии

### Международные
- Нобелевская премия по литературе — Ольга Токарчук, «За повествовательное воображение, которое с энциклопедической страстью представляет пересечение границ как форму жизни»[26].
- Премия имени О. Генри «Дары волхвов»:
  - Первая премия — Сергей Шикера, рассказ «Без названия»;
  - Вторая премия — Владимир Березин, рассказ «Третий ключ»;
  - Третья премия — Владимир Аристов, рассказ «Даёт о себе знать»[27].
- Дублинская литературная премия — Майк Маккормак, «Solar Bones»[28].
- Премия Виленицы — Илья Троянов[29].
- Премия Агаты — Эллен Байрон, «Убийство на Мари Гра» (англ. Mardi Gras Murder).
- Премия Франца Кафки — Иван Верниш.
- Нейштадтская литературная премия — Эдвидж Дантика[30].
- Премия мира немецких книготорговцев — супруги историки, культурологи Ян Ассман и Алейда Ассман.
- Международная премия Ибсена — Кристоф Марталер.
- Премия «Хьюго» за лучший роман — Нора Джемисин, «Каменные небеса» (англ. The Stone Sky)[31][32].
- Премия «Хьюго» за лучшую повесть — Марта Уэллс, «Отказ от всех систем» (англ. All Systems Red)[31].
- Премия «Хьюго» за лучшую короткую повесть — Сюзанна Палмер, «Тайная жизнь ботов»[31][33].
- Премия «Хьюго» за лучший рассказ — Ребекка Роанхорс, «Добро пожаловать в „Подлинное индейское приключение“» (англ. Welcome to Your Authentic Indian Experience™)[31][34].
- АБС-премия:
  - номинация «Художественная проза» — Андрей Лазарчук и Михаил Успенский(посмертно), «Весь этот джакч»;
  - номинация «Критика и публицистика» — Мария Галина, «Hyperfiction»[35][36][37].
- Международная детская литературная премия имени В. П. Крапивина:
  - номинация «Выбор Командора» — Виктория Ледерман, «Теория невероятностей»;
  - номинация «Выбор литературного совета» — Юлия Симбирская, «Дальние берега»;
  - номинация «Выбор взрослого жюри» — Серафима Орлова, «Голова-жестянка»;
  - номинация «Выбор детского жюри» — Игорь Свинин — «Наследники Триглава»[38].

### Австрия
- Австрийская государственная премия по европейской литературе — Зэди Смит[39].
- Премия Эриха Фрида — Ральф Дутли.

### Великобритания
- Букеровская премия — Анна Бернс, «Молочник» (англ. Milkman)[40].
- Женская премия за художественную литературу — Камила Шамси, «Домашний огонь» (англ. Home Fire)[41].

### Германия
- Премия Георга Бюхнера — Терезия Мора.

### Израиль
- Премия Израиля — номинация «Литература на иврите» — Давид Гроссман.
- Иерусалимская премия — не присуждалась.

### Испания
- Премия Сервантеса — Ида Витале.
- Премия принцессы Астурийской — Фред Варгас[42].

### Россия
- «Большая книга»:
  - Первая премия — Олег Лекманов, Михаил Свердлов и Илья Симановский за книгу «Венедикт Ерофеев: посторонний»;
  - Вторая премия — Григорий Служитель за роман «Дни Савелия»;
  - Третья премия — Гузель Яхина за роман «Дети мои»;
  - Премия «За вклад в литературу» — Валерий Попов[43][44][45].
- «Национальный бестселлер» — Алексей Сальников, «Петровы в гриппе и вокруг него»[46].
- Литературная премия «НОС» (Новая словесность) — Мария Степанова, философско-документальная книга «Памяти памяти»[47][48].
- Премия Александра Солженицына:

1. художник Сергей Любаев, «за преданную любовь к литературной классике и её конгениальное книжное оформление, за богатейший изобразительный язык, превращающий книгу в дизайнерский шедевр»;
2. художник Виктор Бритвин, «за выдающиеся по качеству и выразительности иллюстрации к сказкам и мифам народов мира; за глубокое и взволнованное прочтение русской лагерной прозы взглядом художника-графика»[49].

- Премия имени П. П. Бажова:
  - номинация «Мастер. Проза» — Алексей Сальников, роман «Опосредованно»;
  - номинация «Мастер. Поэзия» — Алексей Остудин, книга стихотворений «Вишнёвый сайт»;
  - номинация «Мастер. Публицистика» — Дмитрий Шеваров, просветительская рубрика «Календарь поэзии»[50][51].
- Премия Андрея Белого:
  - номинация «Поэзия» — Андрей Сен-Сеньков;
  - номинация «Проза» — Павел Пепперштейн;
  - номинация «Гуманитарные исследования» — Феликс Сандалов;
  - номинация «За заслуги перед литературой» — Яан Каплинский;
  - номинация «Литературные проекты/Критика» — Валерий Шубинский;
  - номинация «Перевод» — Сергей Морейно[52].
- Премия имени А. С. Пушкина — не присуждалась.
- Премия «Лицей»:
  - номинация «Проза»:
    - Первое место — Константин Куприянов, роман «Желание исчезнуть»;
    - Второе место — Игорь Савельев, повесть «Ложь Гамлета»;
    - Третье место — Булат Ханов, повесть «Дистимия».

  - номинация «Поэзия»:
    - Первое место — Андрей Фамицкий
    - Второе место — Елена Жамбалова, сборник стихотворений «Мороженое для внутреннего ребёнка»;
    - Третье место — Софья Серебрякова, сборник стихотворений «Птицы и жуки»[53][54].
- «Писатель года»:
  - Основная номинация:
    - Первая премия — Владимир Жестков;
    - Вторая премия — Дмитрий Красавин;
    - Третья премия — Сергей Гамаюнов[55].
- «Поэт года»:
  - Основная номинация:
    - Первая премия — Александр Рудт;
    - Вторая премия — Кира Данилянц;
    - Третья премия — Анна Арканина.

  - Номинация «Детская литература» — Игорь Боголей[56][57].
- «Премия имени Корнея Чуковского» — не присуждалась.
- Литературная премия «Чаша круговая» — Валентин Лукьянин[58].
- Всероссийская премия имени Самуила Маршака:
  - номинация «Проза» — Нина Дашевская;
  - номинация «Поэзия» — Александр Тимофеевский;
  - номинация «Дебют» — Евгения Чарушина-Капустина[59].

### США
- Премия ПЕН/Фолкнер — Джоан Силбер, «Улучшение» (англ. Improvement)[60].
- Премия Эдгара Аллана По:
  - номинация «лучший роман» — Аттика Лок, «Синяя птица, синяя птица» (англ. Bluebird, Bluebird);
  - номинация «лучший первый роман» — Джордан Харпер, «Она скачет на дробовике» (англ. She Rides Shotgun)[61][62].
- Всемирная премия фэнтези за лучшую повесть — Эллен Клейджес, «Passing Strange»[63].
- Всемирная премия фэнтези за лучший роман:

1. Виктор Лаваль, «Подменыш» (англ. The Changeling);
2. Фонда Ли, «Нефритовый город» (англ. Jade City)[64][65].

- Всемирная премия фэнтези за лучший рассказ — Наталья Теодориду, «The Birding: A Fairy Tale»[66].
- Пулитцеровская премия за художественную книгу — Эндрю Шон Грир, «Лишь» (англ. Less)[67].
- Пулитцеровская премия за лучшую драму —  Мартина Майок, «Стоимость жизни» (англ. Cost of Living)[68].
- Пулитцеровская премия за поэзию — Фрэнк Бидарт, «Полусвет: сборник стихотворений 1965—2016 годов» (англ. Half-Light: Collected Poems 1965—2016)[69].

### Финляндия
- Премия Рунеберга — Марьйо Ниеми, роман «Kaikkien menetysten äiti»[70].
- Премия «Финляндия» — Олли Ялонен, «Небесный шар» (фин. Taivaanpallo).

### Франция
- Гонкуровская премия — Николя Матьё, «Их дети после них» (фр. Leurs enfants après eux)[71].
- Премия Фемина — Филипп Лансон, роман «Клочья» (фр. Le Lambeau);
  - премия «зарубежному автору» — Элис Макдермотт, роман «Девятый час» (англ. The Ninth Hour);
  - премия «за эссе» — Элизабет де Фонтене, «Ночной Гаспар» (фр. Gaspard de la nuit).
- Премия Медичи:
  - премия «за роман» — Пьер Гийота, «Идиотия» (фр. Idiotie);
  - премия «за лучшее зарубежное произведение» — Рэйчел Кешнер, «Комната Марса» (англ. The Mars Room);
  - премия «за эссеистику» — Стефано Массини, «Братья Леман» (фр. Les Frères Lehman).
- Премия Ренодо — Валери Монто, «Le Sillon».

### Швеция
- Литературная премия Шведской академии — Агнета Плейель[72].
- Премия памяти Астрид Линдгрен — Жаклин Вудсон[73].

### Япония
- Литературная премия Номы — Осами Хасимото — «Кусанаги-но цуруги» (草薙の剣).
- Премия Рюноскэ Акутагавы:
  - 2018а: Хироки Такахаси[яп.] — «Церемониальный огонь» (送り火);
  - 2018б: Такахиро Уэда — «Нимрод[яп.]» (ニムロッド) и Рёхей Матия — «1 раунд 1 минута 34 секунды» (1R1分34秒).

## Книги
- «Бюро проверки»" — Александр Архангельский.
- «Венедикт Ерофеев: посторонний» — Олег Лекманов, Михаил Свердлов, Илья Симановский.
- «Мой путь к мечте. Автобиография великого модельера» — Томми Хилфигер.
- «Пламя и кровь» (англ. Fire & Blood) — приквел саги «Песнь льда и огня» Джорджа Реймонда Ричарда Мартина.
- «Прыжок в длину» — Ольга Славникова.

### Романы
- «Дни Савелия» — Григорий Служитель.
- «Пищеблок» — Алексей Иванов.
- «Рецепты сотворения мира» — Андрей Филимонов.
- «Смертельная белизна» (англ. Lethal White) — Джоан Роулинг (под псевдонимом Роберт Гэлбрейт).
- «Тайные виды на гору Фудзи» — Виктор Пелевин.
- «Чужак» (англ. The Outsider) — Стивен Кинг.

### Повести
- «Колямба, внук Одежды Петровны, и компания» — Ирина Краева.
- «На подъёме» (англ. The Elevation) — Стивен Кинг.

### Малая проза
- «Белый квадрат» — сборник рассказов Владимира Сорокина.

### Поэзия
- «После всех собак» — Дмитрий Гаричев.
- «Река — облака» — Денис Новиков.

### Эссеистика
- «Воденников в прозе» — Дмитрий Воденников.

### Литературоведение
- «Любовь лингвиста» — Владимир Новиков.

## Умершие писатели, включая сценаристов
- 20 февраля — Андрей Круз, писатель-фантаст.
- 18 марта — Жан-Батист Натама, писатель, поэт, эссеист Буркина-Фасо.
- 12 апреля — Серхио Питоль, мексиканский писатель, переводчик[74].
- 3 мая — Гюнтер Хербургер, немецкий писатель, поэт, сценарист.
- 11 августа — Видиадхар Найпол, британский писатель индийского происхождения, родившийся на острове Тринидад.
- 17 августа — Владимир Шаров, русский писатель, историк[75].
- 3 декабря — Андрей Битов, русский советский писатель, поэт, сценарист, педагог. Один из основателей постмодернизма в русской литературе.